# Čorko
Čorko (Chiorco) je hrvatska patricijska obitelj iz Perasta, Boka kotorska, Crna Gora. Jedan je od najvažnijih peraških obitelji. Potomci i danas imaju posjede u Perastu. Obitelj je u prošlosti bila pripadala kazadi Peroevića. Na svom je grbu obitelj prihvatila elemente iz grba kazade Smilojevića, cvijeće-smilje. U Perastu su imali kulu, uz one obitelji Viskovića, Mazarovića, Martinovića, što je ostalo zabilježeno na crtežima Agostina Albertija nastalim prije peraške bitke te palaču. Mali dio etnografske zbirke muzeja grada Perasta čine predmeti obitelji Brguljan-Čorko. Jedno je vrijeme posjedovala i palaču Šestokrilović u Luci u Perastu. Vjerojatno su po ženskoj liniji ili nekim drugim putem došli u posjed palače obitelji Šestokrilovića (Pavao Butorac: Razvitak i ustroj peraške općine). Poznati pripadnici obitelji su trgovac Grgur Čorko, predstavnici peraške općine Mato Čorko i Tripo Zuanov, kapetan Krsto Čorko, zapovjednik broda Ercole Anton Čorko. Obitelj je dala glasovite pomorce poput kapetana Matu Čorka i kapetana Nika Čorka koji se proslavio u pomorskoj službi u Španjolskoj, potom postao guverner otoka Mallorce i stekao naslov markiza. 
Udajom udovice Kate Čorko za kapetana Krila Brguljana s Prčanja palača Šestokrilović prešla je u vlasništvo obitelji Brguljan. Obitelj je muzeju grada Perasta posudila na čuvanje i izlaganje dva portreta, jedan akvarel i oružje.
Razna dokumentacija u svezi s obitelji Čorko nalazi se u fondu obitelji Visković.